# Ilionarsis foeldvarii
Ilionarsis foeldvarii är en fjärilsart som beskrevs av László Anthony Gozmány 1959. Ilionarsis foeldvarii ingår i släktet Ilionarsis och familjen spillningsmalar. Inga underarter finns listade i Catalogue of Life.